# Młyniska (obwód tarnopolski)
Młyniska (ukr. Млиниська, Młyniśka) – wieś na Ukrainie w rejonie tarnopolskim należącym do obwodu tarnopolskiego.

## Historia
Pierwsze wzmianki o wsi w dokumentach są z 1515 r. Epidemia cholery w latach 1846 - 1847 spowodowała śmierć wielu chłopów. W ich miejsce właściciel wsi z rodu Łosiów sprawdził osadników z Polski. 
Dawniej wieś wchodziła w skład klucza janowskiego, który dziedziczyli m.in. przedstawiciele rodzin Boguszów, Skarbków. Właścicielem dóbr ziemskich Młyniska był hr. Włodzimierz Łoś.
W II Rzeczypospolitej wieś w gminie Janów, w powiecie trembowelskim województwa tarnopolskiego.
W dniach 6 i 17 lutego 1945 nacjonaliści ukraińscy z OUN-UPA zamordowali tutaj 40 Polaków, grabiąc i paląc większość polskich gospodarstw.
Do 2020 w rejonie trembowelskim.

## Kaplica publiczna
W 1877 r. hrabina Paulina Łoś zbudowała we wsi pierwszą kaplicę rzymskokatolicką, drewnianą. W 1912 r. na jej miejscu rodzina Dunin-Borkowskich wzniosła kaplicę murowaną. W 1925 stała się ona kaplicą filialną parafii w Kobyłowłokach. Po wysiedleniu Polaków w 1945 r. zamieniona na pocztę, a później na browar. Obecnie częściowo zrujnowana z zewnątrz oraz zdewastowana wewnątrz.

## Pałac
- Pałac wybudowany w stylu późnoklasycystycznym istniał do 1939 roku[7]. W grudniu 1927 roku pałac, którego właścicielką była hr. Dunin-Borkowska (matka ówczesnego wojewody lwowskiego Piotra Dunina-Borkowskiego) został częściowo zniszczony przez pożar. Spłonęło pięć pokoi, z których wyratowano jednak zbiory i obrazy. Powodem pożaru były zaniedbania związane z ogrzewaniem budynku[8].

## Ludzie
- hr. Paulina Łosiowa - z domu Baworowska, żona hr. Włodzimierza Łosia[9][10].
- Tutaj zmarł hr. Jerzy Sewer Dunin-Borkowski, działacz społeczny, genealog, właściciel większej posiadłości ziemskiej w Młyniskach.